# Гильом VII де Монпелье

Монпелье на карте южной Франции

Гильом (Гильем) VII (окс. Guilhem VII de Montpellier) (ум. 1172) – сеньор Монпелье с 1147.

## Биография
Родился ок. 1132 года. Старший сын Гильома VI де Монпелье и его жены Сибиллы.
В 1147 году, перед уходом отца в монастырь, при разделе его владений получил Монпелье, которым сначала правил под опекой бабки – Эрмессинды де Мелгёйль.
Продолжил начатую отцом политику тесных союзнических отношений с Барселонским графством, участвовал во всех коалициях окситанских баронов, направленных против Тулузы. В 1153 году вместе со своим братом Гильомом де Тортосой и Раймоном Транкавелем попал в плен к Раймону V Тулузскому, через год  освобождён (при невыясненных обстоятельствах).
В 1158 году образовалась очередная лига, в которую вместе с Гильомом де Монпелье вошли Раймон Беренгар IV Барселонский, Раймон Транкавель, Бернар Атон Транкавель, Эрменгарда Нарбоннская, Роже Бернат де Фуа, Сикар де Лотрек, а также английский король Генрих II, который претендовал на Тулузское графство от имени жены – Элеоноры Аквитанской.
Чтобы нейтрализовать Гильома де Монпелье, Раймунд V Тулузский подговорил выступить против него графа де Мельгёйля Бернара Пеле и троих братьев - сеньоров де Пиньян. Длившаяся около трёх лет война формально окончилась победой Гильома, однако согласно мирному договору он заплатил сеньорам де Пиньян 2 тысячи су в компенсацию за их разрушенный замок.
В 1157 году Гильом получил от своего брата Гильома де Тортосы, вступившего в орден тамплиеров, его земельные владения, включая сеньорию Кастри – приданое покойной жены. В 1160 г. его признали своим сюзереном владельцы замков Клермон-л’Эро и Небиан.
В 1160-х гг. получил от Раймбаута Оранского (в счёт погашения долга) сеньорию Мирваль и несколько других замков.
В 1171 году заболел и 29 сентября составил завещание, назначив опекунами сыновей Ги Геррежата (своего брата) и епископа Магелонна Жана де Монлора. В отличие от отца, Гильом  VII  не стал дробить свои владения, и все сеньории завещал старшему сыну – Гильому VIII. Вскоре после составления завещания он умер (между 29 сентября 1172 и маем 1173).

## Семья
В 1156 г. Гильом  VII женился на Матильде Бургундской, дочери герцога Бургундии Гуго II.
Дети:
- Сибилла, жена Раймона Госельма де Люнела
- Гильом VIII (ум. 1203), сеньор Монпелье
- Гийлем, умер в молодом возрасте
- Ги Бургундион (после 1159 - 1182/83)
- Раймон де Монпелье (ум. 1213), епископ Лодева и Агда
- Гийлеметта (ум. не ранее 1212), с 1174 жена Раймона, сына Бернара V д’Андюза
- Азалия (Аделаида)
- Мария, жена Эмери II Гийлема де Клермона
- Клеменция, с 1199 жена Ростэна де Сабрана, коннетабля Тулузского графства в Провансе.